# Уорнер, Дамиан
Дамиан Дэвид Джордж Уорнер (англ. Damian David George Warner, род. 4 ноября 1989 года) — канадский легкоатлет, выступающий в многоборье. Олимпийский чемпион 2020 года в десятиборье, бронзовый призёр Олимпийских игр 2016 года в десятиборье, единственный в истории 4-кратный призёр чемпионатов мира в десятиборье (2013, 2015, 2019, 2023), чемпион мира в помещении 2022 года в семиборье, победитель Игр Содружества 2014 года, двукратный чемпион Панамериканских игр (2015 и 2019). 
Рекордсмен Олимпийских игр, Канады и обладатель 4-го результата в истории десятиборья — 9018 очков (2021, Токио). Один из 4 людей в истории, набиравших более 9000 очков в десятиборье. Обладатель рекордов в истории десятиборья на дистанциях 100 метров (10,12) и 110 метров с барьерами (13,36), обладатель олимпийского рекорда в истории десятиборья в прыжках в длину (8,24 м), бывший обладатель рекорда в истории десятиборья и действующий рекордсмен Канады в прыжках в длину (8,28 м).
На Олимпийских играх 2012 года занял 5-е место.

## Результаты на крупнейших соревнованиях

### Олимпийские игры
| Олимпийские игры | Десятиборье |
| ---------------- | ----------- |
| 2012 Лондон      | 5 (8442)    |
| 2016 Рио         | 3 (8666)    |
| 2020 Токио       | 1 (9018)    |
| 2024 Париж       | DNF (—)     |

### Чемпионаты мира
| Чемпионат мира | Десятиборье |
| -------------- | ----------- |
| 2011 Тэгу      | 18 (7832)   |
| 2013 Москва    | 3 (8512)    |
| 2015 Пекин     | 2 (8695)    |
| 2017 Лондон    | 5 (8309)    |
| 2019 Доха      | 3 (8529)    |
| 2022 Орегон    | DNF (—)     |
| 2023 Будапешт  | 2 (8804)    |

## Личные рекорды
- Десятиборье — 9018 очков (5 августа 2021, Токио) — рекорд Канады
- 100 метров — 10,12 (2019 и 2021) — рекорд в истории десятиборья
- 400 метров — 46,54 (2016)
- 1500 метров — 4.24,73 (2015)
- 110 метров с/б — 13,27 (2015, не в рамках десятиборья) и 13,44 (2015) — рекорд в истории десятиборья
- Прыжок в высоту — 2,09 м (2013)
- Прыжок с шестом — 4,90 м (2016)
- Прыжок в длину — 8,28 м (2021) — рекорд Канады
- Толкание ядра — 15,34 м (2019)
- Метание диска — 50,26 м (2016)
- Метание копья — 64,67 м (2013)